# 키 관리
키 관리(Key management)는 암호화 시스템에서 암호화 키를 관리하는 것을 의미한다. 여기에는 키 생성, 교환, 저장, 사용, 암호화 파쇄(파괴) 및 교체 처리가 포함된다. 여기에는 암호화 프로토콜 설계, 키 서버, 사용자 절차 및 기타 관련 프로토콜이 포함된다.
키 관리는 사용자 또는 시스템 간 사용자 수준의 키와 관련된다. 이는 일반적으로 암호 작업 내에서 키의 내부 처리를 나타내는 키 예약과 대조된다.
성공적인 키 관리는 암호화 시스템의 보안에 매우 중요하다. 자동화할 수 있는 순수한 수학적 관행과 달리 시스템 정책, 사용자 교육, 조직 및 부서별 상호 작용, 이러한 모든 요소 간의 조정과 같은 사회 공학적 측면을 포함한다는 점에서 암호화의 더 어려운 측면이다.

## 같이 보기
- 키 유도 함수
- 자물쇠
- 미국 국가안보국
- 공개 키 기반 구조